# Andrés Nicolás Paz
Andrés Nicolás Paz (La Banda, Provincia de Santiago del Estero, Argentina; 16 de octubre de 2002) es un futbolista argentino. Juega como lateral por derecha, aunque también puede desempeñarse como marcador central, y su actual equipo es Unión de Santa Fe de la Liga Profesional.

## Trayectoria

### Unión de Santa Fe
Nacido en Santiago del Estero, Nicolás Paz se inició en la Escuelita de Fútbol de René "Pinino" Ruiz a los 4 años y jugó allí hasta los 13, cuando fue visto por gente de Unión de Santa Fe que lo invitó a probarse en el club. Una vez superada dicha prueba, comenzó jugando en inferiores, más precisamente en novena división, hasta llegar a formar parte del plantel de Reserva.
A principios de 2022 fue promovido al plantel profesional por el entrenador Gustavo Munúa, que además lo incluyó en la lista de buena fe para la Copa Sudamericana. Su debut con la camiseta rojiblanca se produjo el 8 de mayo: ese día, Paz fue titular en la derrota de Unión 2-1 ante Argentinos Juniors.

## Clubes
- Actualizado al 25 de julio de 2025

| Club                | Div.                | Temporada           | Liga | Liga | Copa Nacional | Copa Nacional | Copa Internacional | Copa Internacional | Total | Total |
| Club                | Div.                | Temporada           | PJ   | G    | PJ            | G             | PJ                 | G                  | PJ    | G     |
| ------------------- | ------------------- | ------------------- | ---- | ---- | ------------- | ------------- | ------------------ | ------------------ | ----- | ----- |
| Unión Argentina     | 1.ª                 | 2022                | 0    | 0    | 1             | 0             | 0                  | 0                  | 1     | 0     |
| Unión Argentina     | 1.ª                 | 2023                | 11   | 0    | 13            | 0             | -                  | -                  | 24    | 0     |
| Unión Argentina     | 1.ª                 | 2024                | 20   | 0    | 13            | 0             | -                  | -                  | 33    | 0     |
| Unión Argentina     | 1.ª                 | 2025                | 10   | 0    | 0             | 0             | 4                  | 0                  | 14    | 0     |
| Unión Argentina     | Total               | Total               | 41   | 0    | 27            | 0             | 4                  | 0                  | 72    | 0     |
| Total en su carrera | Total en su carrera | Total en su carrera | 41   | 0    | 27            | 0             | 4                  | 0                  | 72    | 0     |